# Stanisław Serwacy Jełowicki
Stanisław Serwacy Jan Jełowicki herbu własnego (ur. 12 maja 1742 w Koleśnikach, zm. 8 lipca 1811 w Ożeninie) – miecznik łucki (1767); starosta hnidawski (1771); starosta kucki (1782); konsyliarz konfederacji barskiej; członek Generalności (Rady Generalnej będącej ministerium Konfederacji); komisarz Sejmu Czteroletniego z powiatu łuckiego województwa wołyńskiego do szacowania intrat dóbr ziemskich w 1789 roku.

## Biogram
Był synem Franciszka starosty nowosieleckiego i Elżbiety Wybranowskiej. Nauki odbył w kolegium jezuickim w Ostrogu. W 25 października 1767 został miecznikiem łuckim na mocy przywileju króla Stanisława Augusta Poniatowskiego.
Z chwilą zawiązania 23 czerwca 1769 r. konfederacji barskiej na Wołyniu otrzymał stanowisko konsyliarza. Związany początkowo z obozem Potockich. Wkrótce powołany został w skład Generalności, której złożył przysięgę 13 listopada, był stałym jej członkiem reprezentantem województwa wołyńskiego przez cały czas Konfederacji. Utrzymywał wówczas ścisłe stosunki z grupą dukielską Mniszków oraz Michałem Suffczyńskim, kasztelanem czerskim. W Generalności pełnił m.in. urząd inkwizytora.
Mimo że w Radzie Generalnej nie odegrał wybitniejszej roli, otrzymał od Barzan za zasługi, przywilejem z dnia 17 sierpnia 1771 r., starostwo hnidawskie.
18 lutego 1776 r. ożenił się z Klarą Pruszyńską (1751-1816), córką Stanisława Kostki Pruszyńskiego kasztelana owruckiego i Róży Stempkowskiej. Wniesiony przez Klarę Pruszyńską posag wynosił 1.000.000 złp., dodatkowo w marcu 1777 roku uzyskał pewne sumy dłużne od brata Jana Alojzego, kanonika inflanckiego. W 1782 nabył od Poniatowskich starostwo kuckie. Jednocześnie został komisarzem do oznaczania dochodu z dóbr ziemskich i duchownych w powiecie łuckim.
Pan na Ożeninie, Sadkach, Koleśnikach, Stadnikach, Prussach, Sapożynie, Ostaszówce, Wołoskiem i części Noworoczycy(Chiniówki).
Ufundował w 1792 r. kaplicę pod wezwaniem św. Stanisława (Biskupa) w Ożenienie oraz cerkiew unicką w Stadnikach.
Swoją patriotyczną postawą narażał swe dobra na sekwestry, wreszcie na konfiskatę, czego efektem było zburzenie zamku w Ożeninie. Konfiskata, na mocy której musiał opuścić posiadłości ziemskie, została uchylona po śmierci Katarzyny II na skutek prośby zaniesionej przez kilkuletniego syna Stanisława Ignacego do cesarza Pawła I podczas prezentacji na dworze.
W testamencie spisanym 26 czerwca 1811 wskazał pozostawienie dla małżonki Ożenina, a synom swoim pełnoletnim Józefowi, Lambertowi, Aleksandrowi Janowi i Rafałowi majątków: Sadoczek, Wołoskie, Sapożyn, Stadniki, Prusy i Koleśniki.
Zmarł 8 lipca 1811 w Ożeninie, został pochowany przez  biskupa Jana Kaczkowskiego, sufragana Łuckiego, na cmentarzu w Tajkurach.
Wraz z żoną doczekali się 11 synów (Józefa, Seweryna, Wincentego, Lamberta, Aleksandra, Jana, Rafała, Udalryka, Benedykta, Ignacego, Marcelego i Ignacego)i 5 córek (Salomei, Anny, Kunegundy, Marianny i Anny).